# Medalla Penrose
La Medalla Penrose fue creada en 1925 por R.A.F. Penrose, Jr., como el primer premio otorgado por la Sociedad Geológica de América. Originalmente creada como la Medalla de la Sociedad Geológica de América, pronto fue renombrada como la Medalla Penrose con el acuerdo de los miembros de la sociedad, y fue otorgada por primera vez en 1927. Se otorga solo por decisión del consejo de la Sociedad Geológica de América, "en reconocimiento a la investigación eminente en geología pura, por contribuciones originales sobresalientes o logros que marcan un gran avance en la ciencia de la geología".

## Ganadores del premio
- Véase Anexo:Medalla Penrose